# Augusto Testa
| Odkryte planetoidy: 31  | Odkryte planetoidy: 31 |
| ----------------------- | ---------------------- |
| (7848) Bernasconi       | 22 lutego 1996         |
| (8111) Hoepli           | 2 kwietnia 1995        |
| (13777) Cielobuio       | 20 października 1998   |
| (14103) Manzoni         | 1 października 1997    |
| (17560) 1994 AD3        | 14 stycznia 1994       |
| (17740) 1998 BC19       | 27 stycznia 1998       |
| (18542) Broglio         | 29 grudnia 1996        |
| (19287) Paronelli       | 22 lutego 1996         |
| (22500) 1997 OJ         | 26 lipca 1997          |
| (24861) 1996 DE1        | 22 lutego 1996         |
| (27855) Giorgilli       | 4 stycznia 1995        |
| (29424) 1997 BV4        | 29 stycznia 1997       |
| (31244) 1998 DG11       | 19 lutego 1998         |
| (32941) 1995 UY4        | 24 października 1995   |
| (33035) Pareschi        | 27 września 1997       |
| (33049) 1997 UF5        | 25 października 1997   |
| (37734) 1996 UR3        | 30 października 1996   |
| (39654) 1995 UP         | 19 października 1995   |
| (43993) Mariola         | 26 lipca 1997          |
| (48841) 1998 BB19       | 27 stycznia 1998       |
| (69573) 1998 BQ26       | 28 stycznia 1998       |
| (79472) Chiorny         | 6 stycznia 1998        |
| (79847) 1998 XY2        | 7 grudnia 1998         |
| (85433) 1997 CJ22       | 13 lutego 1997         |
| (97356) 2000 AY27       | 5 stycznia 2000        |
| (100711) 1998 BD19      | 27 stycznia 1998       |
| (120679) 1997 BW4       | 29 stycznia 1997       |
| (185688) 1997 CC6       | 6 lutego 1997          |
| (185733) Luigicolzani   | 28 listopada 1998      |
| (219091) 1998 RF3       | 15 września 1998       |
| (282034) 1995 UO        | 19 października 1995   |
| 1. 2. 3. 4. 5. 6. 7. 8. |                        |

Augusto Testa (ur. 1950) – włoski astronom amator, współodkrywca 31 planetoid. Pracował w Osservatorio Astronomico Sormano.
W uznaniu jego pracy planetoida (11667) Testa została nazwana jego nazwiskiem.